# Kalec
Kalec je zaniklá vesnice, část obce Žihle, ze které se dochoval hospodářský dvůr, v severní části okresu Plzeň-sever v Plzeňském kraji. Příslušné katastrální území měří 446,53 hektarů. Dvůr, který nechal postavit začátkem 18. století opat plaského kláštera podle projektu architekta Jana Blažeje Santiniho-Aichla, je chráněn jako kulturní památka. Dvůr je citlivě zasazen do krajiny v předem promyšlených prostorových vazbách a tvoří výraznou dominantu, obohacující okolní kulturní krajinu.

## Historie
Ves byla poprvé připomínána roku 1234, kdy byla v držení bratrů Oldřicha, Bedřicha, Hošťálka a Menharta z Kalce. Kalec byl ve 14. století v držení drobných feudálů. Mezi majiteli byl v roce 1346 uváděn i plaský klášter, který pronajímal místní hospodářský dvůr Mikulášovi z Mladotic. Na počátku 15. století patřil krátce Janovi z Rabštejna. Za husitských válek získali Kalec vladykové ze Šanova. K roku 1543 je poprvé připomínána tvrz, když ji Viktorin Šanovec nechává vložit do obnovených zemských desek.
Svatbou s Barborou Šanovcovou získal Kalec Adam Ferdinand Údrčský z Údrče, který ale později hlasoval pro zvolení Fridricha Falckého za českého krále. Přestože Adam Ferdinand Údrčský během stavovského povstání zemřel, byl po Bílé hoře v roce 1623 odsouzen ke ztrátě majetku. Přestože poručníci jeho dcery a právoplatné dědičky Benigny Kateřiny proti rozhodnutí protestovali, císař Ferdinand II. ves s poplužním dvorem a mlýnem daroval plaskému klášteru. V letech 1627–1657 na statku jako nájemce hospodařil Jan Tyllingar. Za třicetileté války byl Kalec roku 1639 vypleněn husary, k roku 1641 se rolníci trápili se Švédy. Po válce bylo ve vsi osm usedlostí.
Opat Evžen Tyttl ves zrušil a nechal v letech 1710–1716 vystavit nový barokní dvůr s opatským zámečkem a kaplí sv. Markéty, pravděpodobně na místě zemanské tvrze. Pozemky zdejších osadníků připojil k novému dvoru, samotné osadníky nechal na dvoře. Uzavřený areál dvora vyniká unikátní půdorysnou koncepcí deltoidu, která je připisována Janu Blažeji Santinimu. Na jeho realizaci se podílel významný klášterní stavitel Matěj Ondřej Kondel. Za opata Fortunáta Hartmanna byl dvůr v roce 1769 opravován.
Po zrušení kláštera Josefem II. roku 1785 přešel Kalec jako celé plaské panství do správy náboženského fondu, od kterého roku 1787 koupil dvůr Prokop Lažanský z Bukové a jej připojil k panství manětínskému. V letech 1805–28 byla ve dvoře továrna na sukno. Po dělení panství Lažanských v roce 1830 byl Kalec připojen k rabštejnské části.
Po provedení první pozemkové reformy z roku 1919 získal dvůr Kalec s polnostmi do pronájmu na 12 let Josef Přichystal z Plzně. Začátkem roku 1932 byli manželé Josef a Štěpánka Přichystalovi zapsáni do pozemkové knihy jako vlastníci s omezenými vlastnickými právy. V roce 1933 získalo dvůr Kalec ve veřejné dražbě Hospodářské družstvo v Plzni. V roce 1934 koupil dvůr Kalec s polnostmi  Jaroslav Brček s manželkou Janou. Plzeňský stavitel Jaroslav Brček se v roce 1933 podílel na stavbě Tyršova mostu v Plzni a později v roce 1936 jeho firma vybudovala lehké pohraniční opevnění v okolí Stříbra. V rámci revize první pozemkové reformy pak revizní komise na ministerstvu zemědělství svým usnesením ze dne 18. března 1948 statek Kalec manželům Brčkovým zestátnila. Ještě v témže roce emigrovala celá rodina Brčkova do Venezuely. Dvůr Kalec spolu s Velkou Černou Hatí se stal jedním z hospodářství Státního statku Kralovice. Ten se pak roku 1975 stal odštěpným závodem Velkovýkrmen Praha. Od roku 1987 patřil Kalec ke Státnímu statku Žihle a celý areál stavebně chátral. Po roce 1989 získali dědicové manželů Brčkových dvůr Kalec s polnostmi v restitucích zpět a začali zde znovu hospodařit. Budovy dvora byly částečně opraveny. Po smrti hospodařícího Ivana Brčka pak pozůstalí prodali v roce 2013 dvůr Kalec s polnostmi rodině Waltera Schmalgeho z Německa.

## Přírodní poměry
Kalec leží v nadmořské výšce 530 m na východním okraji přírodního parku Horní Střela. Nejnižší místo katastru se nachází v údolí řeky Střely ve výšce 390 metrů.
Kalec sousedí s katastrálními územími Hluboká na severu, Přehořov a Odlezly na východě, Chrášťovice na jihovýchodě, Černá Hať na jihu, Vysočany a Kotaneč na západě (hranicí je řeka Střela). Ke Kalci patří i dvě samoty: Kozičkův mlýn na Střele (čp. 5) a hájovna v lese poblíže cesty k Přehořovu (čp. 7).
V okolí se také nalézají smírčí kříže: první s nápisy Tuto je zastelen Jan Juner minars dejssy a Dne 10 gun leta pane 1720 stojí v lese na místě, kde byl svými kumpány zastřelen zdejší mlynář. Druhý kříž byl nalezen v roce 1995 přímo na hospodářském dvoře.

## Obyvatelstvo
Při sčítání lidu v roce 1921 zde žilo 97 obyvatel (z toho 52 mužů), z nichž bylo 95 Čechoslováků a dva cizinci. Většina jich byla římskými katolíky, ale 28 lidí patřilo k církvi československé, jeden k nezjišťovaným církvím a deset lidí bylo bez vyznání. Podle sčítání lidu z roku 1930 měla vesnice 62 obyvatel: 61 Čechoslováků a jednoho Němce. Kromě jednoho evangelíka a dvou lidí bez vyznání se ostatní hlásili k římskokatolické církvi.
|                                                                  | 1869 | 1880 | 1890 | 1900 | 1910 | 1921 | 1930 | 1950 | 1961 | 1970 | 1980 | 1991 | 2001 | 2011 | 2021 |
| ---------------------------------------------------------------- | ---- | ---- | ---- | ---- | ---- | ---- | ---- | ---- | ---- | ---- | ---- | ---- | ---- | ---- | ---- |
| Obyvatelé                                                        | 75   | 84   | 84   | 75   | 75   | 97   | 62   | 32   | 35   | 43   | 18   | 7    | —    | —    | —    |
| Domy                                                             | 7    | 7    | 7    | 6    | 6    | 5    | 6    | 4    | —    | 7    | 4    | 5    | 3    | —    | 3    |
| Počet domů z roku 1961 je zahrnut v domech místní části Hluboká. |      |      |      |      |      |      |      |      |      |      |      |      |      |      |      |

## Obecní správa
Při sčítání lidu v letech 1869–1950 Kalec byl osadou obce Hluboká, se kterým patřil nejprve do okresu Kralovice, ale v roce 1950 v okrese Plasy. Od roku 1964 je částí obce Žihle v okrese Plzeň-sever.

## Hospodářský dvůr
Dispozice Kalce je nejpozoruhodnější mezi barokními dvory plaského kláštera – její geometrická konstrukce a vzájemně korespondující rozměry jednotlivých částí vytvářejí řadu zajímavých vazeb. Půdorys staveb dvora tvoří protilehlá dvojice různě rozevřených písmen V. V jihozápadním vrcholu prvního z véček stojí dominantní budova zámečku. Úzká a vysoká budova s polovalbovou střechou a věžičkou má dvě obytná patra, navíc nese další tři patra sýpek. Zámeček dotváří dvě krátká obytná dvoupodlažní křídla pod valbovou střechou o třech okenních osách, na která navazují stodoly. V bočních rozích stály mléčnice a řezárna o poloviční šířce, do roku 1839 však byly zbourány. K nim se v druhých křídlech připojovaly stáje a kravíny s obytnou, rizalitově rozšířenou části, kde bydlel šafář a ovčák. Severovýchodní vrchol druhého véčka tvoří ohradní zeď s branou, která původně měla půlkruhově sklenutý kamenný portál. Kaple sv. Markéty je dle tradice kladena do jednoho z obytných objektů v severním křídle u brány. Místnost má strop s okrasným štukovým zrcadlem a polosloupy v rozích.

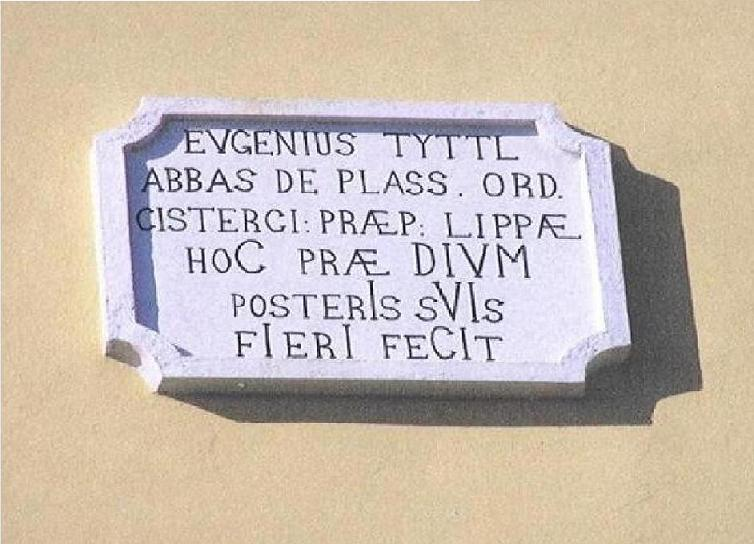
Latinský nápis

Fasáda zámečku je členěna lesenovým orámováním kamenných ostění oken s ušima, ostatní fasády jsou členěny rytmem ostění oken a vyčnívajícím zhlavím vazných trámů. Na vnitřní straně střední části zámečku je mezi okny prvního patra kamenný erb plaského opatství z roku 1769 s osobním znakem opata Fortunáta Hartmanna a kryptogramem F.H.A.P.P.L.V.V.G (Fortunát Hartmann, opat plaský, probošt českolipský, vizitátor a vikář generální). Nad ním je umístěna nápisová deska s chronogramem: EVGENIUS TYTTL / ABBAS DE PLASS ORD. / CISTERCI. PRAEPOSITVS LIPPAE / HOC PRAE DIUM / POSTERIS SVIS / FIERI FECIT a nad ní sluneční hodiny.
Před zámečkem bývala v 19. století okrasná zahrada a nedaleko brány do dvora stával ovčín. Stodola na jihovýchodní straně byla znehodnocena necitlivou přestavbou na bytovku ve druhé polovině 20. století.  
V kapli svaté Markéty byla během rekonstrukce v letech 2022–2023  objevena barokní freska s výjevem zobrazujícím tuto světici s křížem a palmovou ratolestí. Jedná se pravděpodobné o dílo malíře Jakuba Antonína Pinka, které vzniklo kolem roku 1717. Pod starou dlažbou kaple byl také odkryt základní kámen s latinskou variantou nápisu „Vystavěno k poctě svaté Markéty“.

### Vztahy k dalším dvorům
Spojnice Kalec – Lednice – Býkov vytváří pravoúhlý trojúhelník s pravoúhlým vrcholem v Lednici. Dvůr Kalec je stejně široký jako dvory Hubenov a Lomany, všechny tyto dvory mají i shodnou délku jednotlivých křídel a lze říci, že se liší jen různým natočením protilehlých dvojic navzájem kolmých křídel. Kalec se dvory Sechutice a Hubenov pojí rizalitové rozšíření prostorů při kravínech.

### Autorství
Autorství dvora bývá připisováno třem osobám: nejčastěji Janu Blažeji Santinimu-Aichelovi, který v době výstavby již s plaským klášterem spolupracoval a je pokládán za autora projektu později postaveného dvora v Hubenově. Přestože celkové řešení i detaily dvora v Hubenově zapadá mezi známá díla Santiniho, jde stále jen o variantu staršího dvora v Kalci. Kromě toho architektura dvora v Kalci zřetelně navazuje na dílo Jana Baptisty Matheye v areálu plaského opatství (prelatura, sýpka, kostel svatého Václava), samotný Mathey byl však v době výstavby dvora již řadu let po smrti. Třetí osobou, které je autorství či zásadní vliv na výsledek připisován, je samotný opat Evžen Tyttl. Je možné, že právě opat zajímající se aktivně o architekturu byl autorem koncepce výstavby hospodářských dvorů na plaském panství. Tyttl pravděpodobně mohl ovlivnit jejich dispoziční a hmotové řešení, není též vyloučené přímé autorství Tyttla u výjimečně řešených dispozicí Kalce a Hubenova a či zásad rozmístění dvorů na území panství.

## Galerie

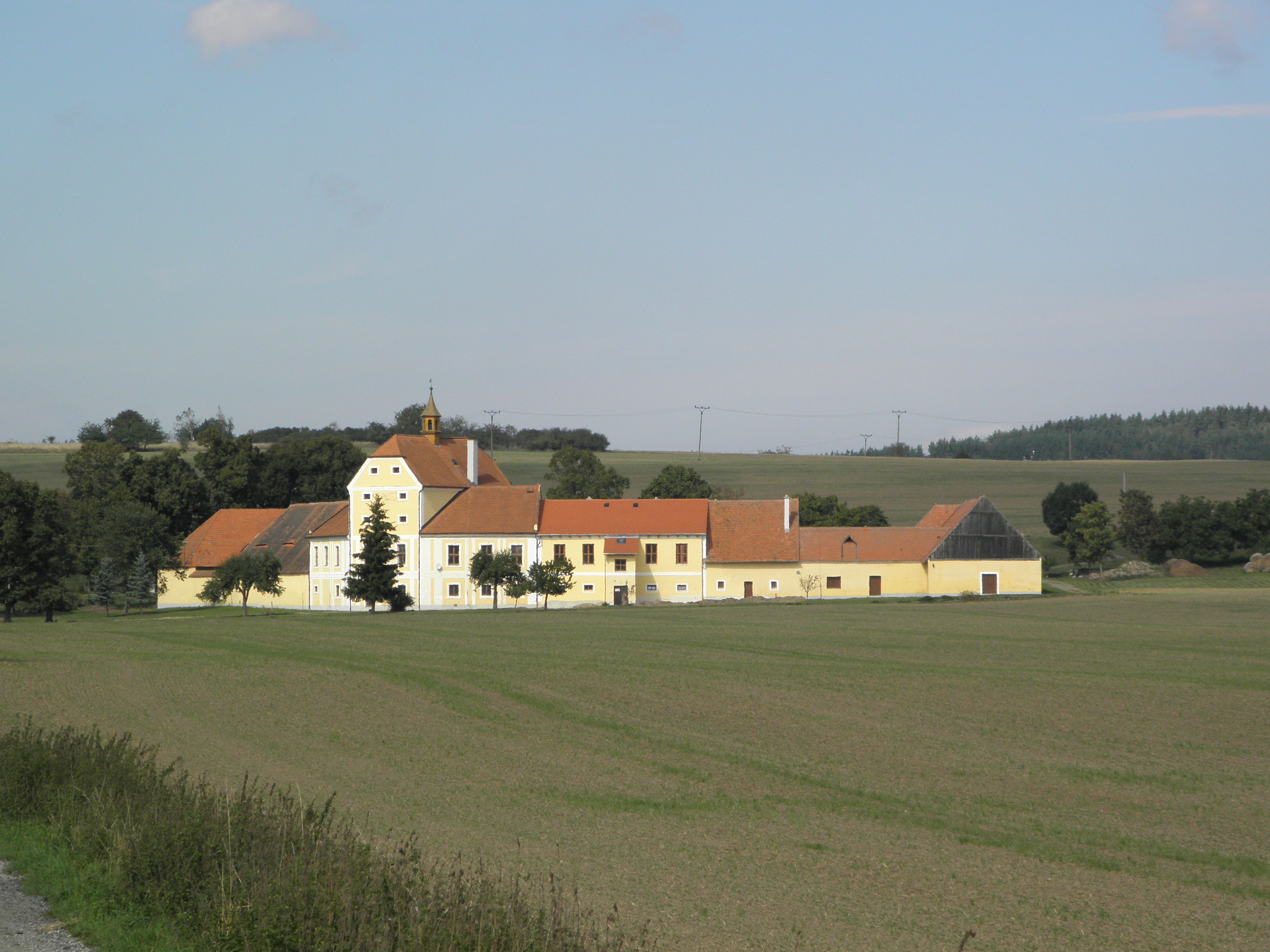
Pohled z jihu
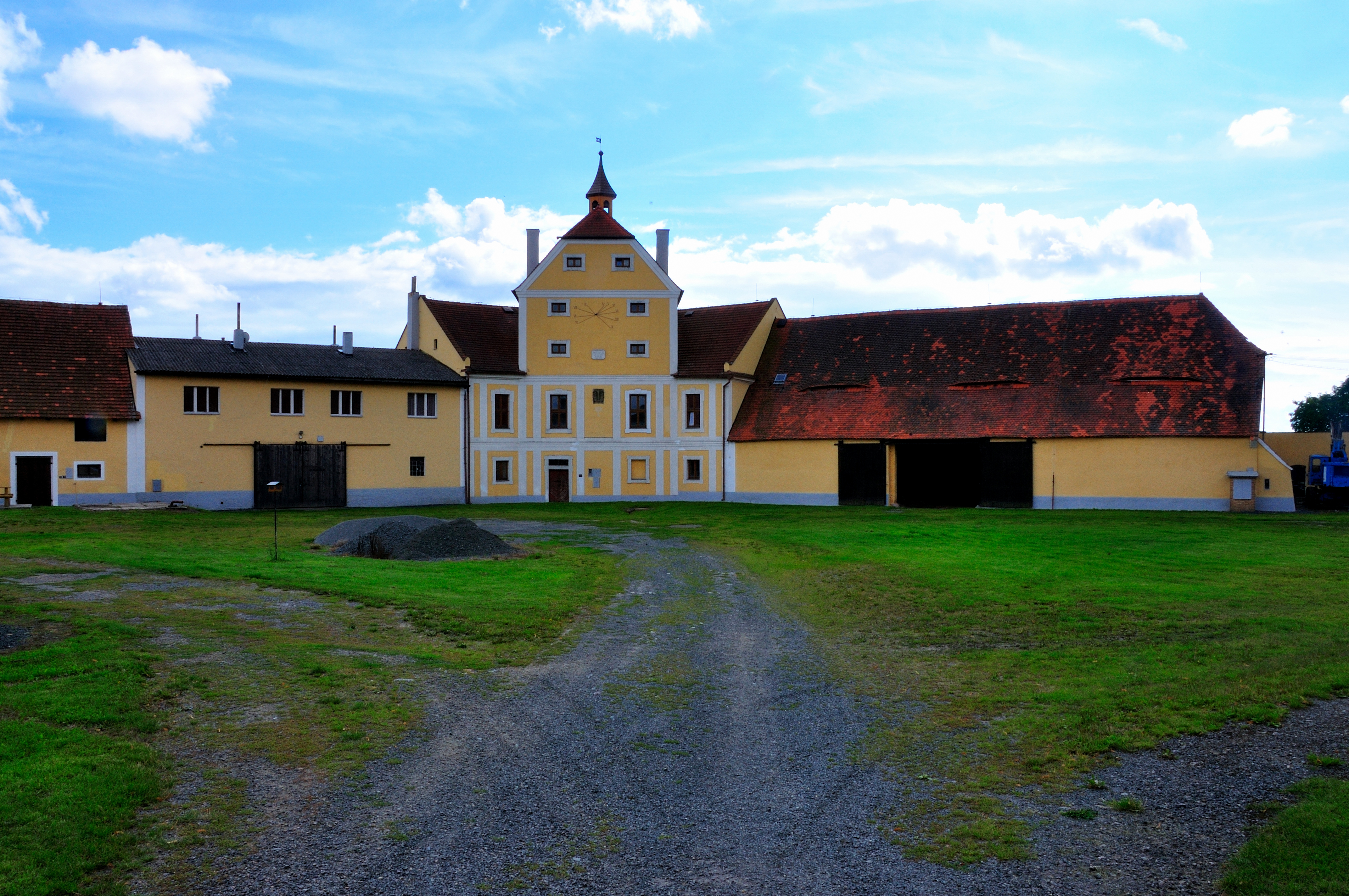
Dvůr
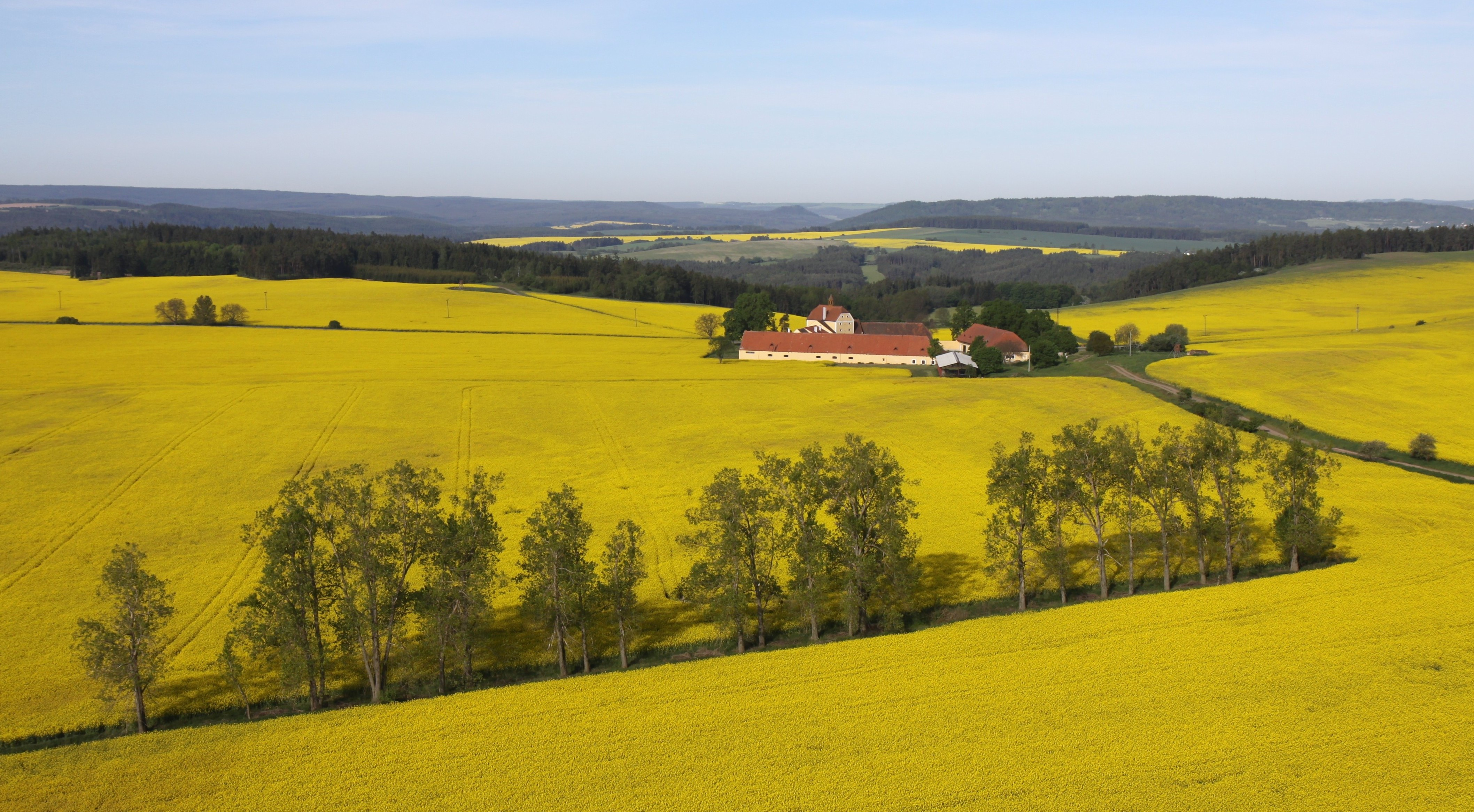
Letecký snímek
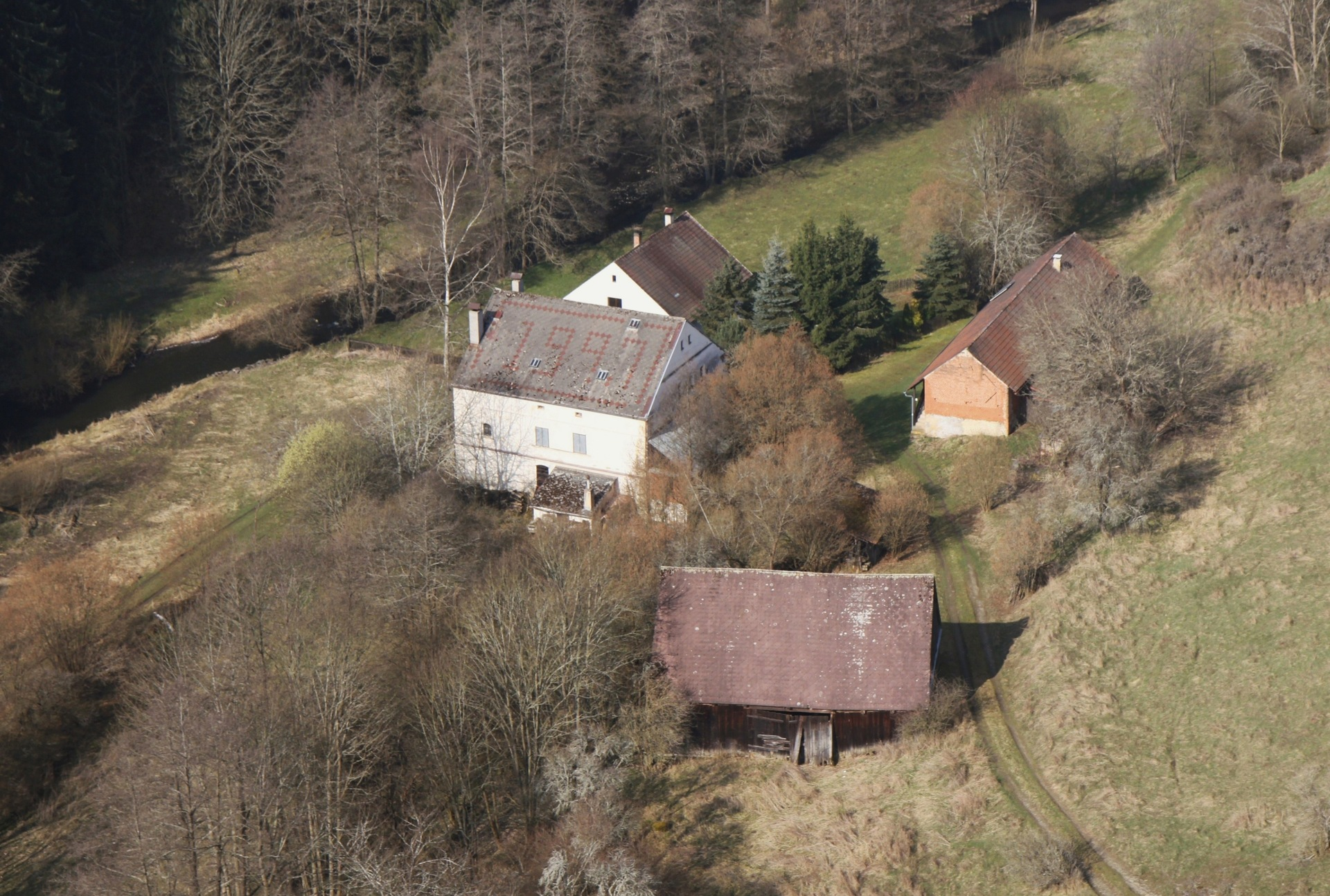
Letecký snímek Kozičkova mlýna